# Berlijn op het Bundesvision Song Contest
Berlijn is een van de zestien Duitse deelstaten die deelnemen aan de Bundesvision Song Contest.

## Overzicht
Berlijn heeft de Bundesvision Song Contest tot op heden drie keer gewonnen, en is daarmee absoluut recordhouder. De eerste overwinning kwam er in 2006, dankzij Seeed en diens nummer Ding. In 2009 volgde er een tweede overwinning, dankzij Schwarz zu blau van Peter Fox. Twee jaar later werd Tim Bendzko de laatste Berlijnse winnaar, met het nummer Wenn Worte meine Sprache wären. Daarnaast eindigde Berlijn ook drie maal op de derde plaats.

## Deelnames
| Jaar | Artiest                        | Lied                           | Plaats | Punten | Taal                    |
| ---- | ------------------------------ | ------------------------------ | ------ | ------ | ----------------------- |
| 2005 | Sido & Brainless Wankers       | Mama ist stolz                 | 3      | 113    | Duits                   |
| 2006 | Seeed                          | Ding                           | 1      | 151    | Duits                   |
| 2007 | MIA.                           | Zirkus                         | 4      | 96     | Duits                   |
| 2008 | Culcha Candela                 | Chica                          | 7      | 66     | Duits, Spaans en Engels |
| 2009 | Peter Fox                      | Schwarz zu Blau                | 1      | 174    | Duits                   |
| 2010 | Ich + Ich feat. Mohamed Mounir | Yasmine                        | 3      | 100    | Duits en Arabisch       |
| 2011 | Tim Bendzko                    | Wenn Worte meine Sprache wären | 1      | 141    | Duits                   |
| 2012 | B-Tight                        | Drinne                         | 7      | 50     | Duits                   |
| 2013 | MC Fitti                       | Fitti mit'm Bart               | 3      | 105    | Duits en Engels         |
| 2014 | Miss Platnum                   | Hüftgold                       | 12     | 16     | Duits                   |
| 2015 | Lary                           | Bedtime blues                  | 11     | 23     | Duits                   |

## Festivals in Berlijn
| Jaar | Plaats  | Zaal                | Presentatoren               |
| ---- | ------- | ------------------- | --------------------------- |
| 2007 | Berlijn | Tempodrom           | Stefan Raab en Johanna Klum |
| 2010 | Berlijn | Max-Schmeling-Halle | Stefan Raab en Johanna Klum |
| 2012 | Berlijn | Max-Schmeling-Halle | Stefan Raab en Sandra Rieß  |

Baden-Württemberg · Beieren · Berlijn · Brandenburg · Bremen · Hamburg · Hessen · Mecklenburg-Voor-Pommeren · Nedersaksen · Noordrijn-Westfalen · Rijnland-Palts · Saarland · Saksen · Saksen-Anhalt · Sleeswijk-Holstein · Thüringen